# Direitos humanos na República Democrática do Congo
O atual quadro político da República Democrática do Congo é o de uma república de transição de uma guerra civil para uma república democrática semipresidencial.
Apesar de se chamar República Democrática do Congo, o país tem um dos menores índices de democracia do mundo, estando em 155° lugar em uma lista de 167 países.

## A maior guerra do mundo desde a Segunda Guerra Mundial
São quase vinte anos de guerra civil, com a participação de milícias e exércitos de países vizinhos.
Os conflitos no leste do país deixaram cerca de 6 milhões de mortos e desaparecidos.
É a mais longa e mais sangrenta guerra desde a Segunda Guerra Mundial. Poderia ser denominada o holocausto africano, apesar da presença da maior e mais cara missão da ONU.
A ajuda humanitária trata da malária, sarampo, cólera, desnutrição, infecções, traumas, mas não consegue salvar o povo do extermínio em massa. As chacinas de homens, os estupros de mulheres e os sequestros de crianças são frequentes.
A República Democrática do Congo é o maior e mais rico país em recursos naturais da África subsaariana, confiscados pela colonização belga e, nas últimas[décadas, pelos rebeldes e por estrangeiros. Essa riqueza financia as milícias, é contrabandeada para países vizinhos como Ruanda, Uganda e Burundi, mas o povo continua sendo um dos mais pobres do mundo, é explorado no trabalho pesado das minas e confiscado na sua produção agrícola, em torno de 10%, pelos rebeldes.
Os compradores desses minérios (ouro, diamantes, coltan etc.), China, EUA e Europa, fazem-se cegos quanto a procedência destes minérios de sangue.

## Tribunal Penal Internacional e a Situação na República Democrática do Congo
O Tribunal Penal Internacional é o primeiro tribunal penal internacional permanente. Foi estabelecido em 2002 na Haia, Países Baixos, local da sua sede atual, conforme estabelece o Artigo 3º do Estatuto de Roma.
O objetivo do TPI é promover o Direito internacional, e seu mandato é de julgar os indivíduos e não os Estados (tarefa do Tribunal Internacional de Justiça). Ele é competente somente para os crimes mais graves cometidos por indivíduos: genocídios, crimes de guerra, crimes contra a humanidade e os crimes de agressão.
Em 23 de junho de 2004, o TPI decidiu abrir investigação sobre a Situação na República Democrática do Congo, a pedido deste país.
Thomas Lubanga Dyilo, preso em Haia desde 16 de março de 2006, foi considerado culpado, em 14 de março de 2012, pelos crimes de guerra, como co-autor, de alistar e recrutar crianças menores de 15 anos para a Força Patriótica para a Libertação do Congo ( FPLC ) e usá-las para participar ativamente nas hostilidades, no contexto de um conflito armado interno, a partir de 1 de setembro de 2002 a 13 de agosto de 2003.
Foi condenado, em 10 de julho de 2012, mais de oito anos após a abertura do processo criminal, a um total de 14 anos de prisão. Essa foi a primeira condenação desde a criação do Tribunal Penal Internacional.  Ele está detido, por enquanto, no Centro de Detenção em Haia.
Germain Katanga, também conhecido como "Simba", comandante alegado da Força de Resistência Patriótica em Ituri (FRPI), teve mandado de prisão expedido em 25 de junho de 2007 pelo Tribunal Penal Internacional, tendo-se rendido ao Tribunal e transferido para o Centro de Detenção em Haia em 17 de outubro de 2007. Germain Katanga é acusado de ter supostamente cometido, através de outras pessoas:
- três crimes contra a humanidade: assassinato, a escravidão sexual e estupro;
- sete crimes de guerra: usar crianças com menos de 15 anos de idade para participar ativamente nas hostilidades; deliberadamente dirigir um ataque contra uma população civil ou contra civis individuais ou contra a pessoas civis que não participem diretamente nas hostilidades; homicídio intencional; destruição de propriedade; saque; escravidão sexual e estupro.

Em 7 de março de 2014, foi condenado pelo Tribunal Penal Internacional por cinco acusações de crimes de guerra e crimes contra a humanidade, pelo extermínio de fevereiro de 2003 na aldeia de Bogoro na República Democrática do Congo. O veredicto foi a segunda condenação em 12 anos de funcionamento do Tribunal Penal Internacional.